# Orchestre symphonique national de Lituanie
L'Orchestre symphonique national de Lituanie (Lietuvos nacionalinis simfoninis orkestras en lituanien), aussi connu internationalement sous le nom de Lithuanian National Symphony Orchestra (LNSO), est un orchestre symphonique fondé en 1940, basé à Vilnius.

## Historique
Fondé en 1940, l'Orchestre symphonique national de Lituanie est le successeur de l'orchestre de la Société philharmonique qui avait été créée en 1928, pendant l'indépendance de la Lituanie, et nationalisée en 1940 lors de l'annexion soviétique.
Depuis 2015, le directeur musical de l'ensemble est Modestas Pitrėnas.

## Directeurs musicaux
Comme directeurs musicaux, se sont succédé :
- Balys Dvarionas (1940-1941)
- Jeronimas Kačinskas (1941-1944)
- Abelis Klenickis (1944-1958)[3]
- Balys Dvarionas (1958-1961)
- Margarita Dvarionaitė (1961-1963)[3]
- Juozas Domarkas (1964-2015)[3]